# آله‌خو سائوراس
آله‌خو سائوراس (اسپانیایی: Alejo Sauras‎؛ زادهٔ ۲۹ ژوئن ۱۹۷۹) بازیگر اهل اسپانیا است.
از فیلم‌ها یا برنامه‌های تلویزیونی که وی در آن نقش داشته است، می‌توان به متهم، خانواده سرانو، پس از کلاس، ۱۴ آوریل، جمهوری، «اچ ۶: خاطرات یک قاتل زنجیره‌ای»، آغوش‌های گسسته و سکس، مهمانی و دروغ اشاره کرد.